# Saint Jhn
Карлос Сент-Джон Филлипс (англ. Carlos St. John Phillips; 26 августа 1986 года, Бруклин, США), (профессионально известный как Saint Jhn (стилизованный под SAINt JHN; произносится Сент-Джон) — гайанско-американский рэпер, певец, автор песен и музыкальный продюсер.
Он наиболее известен благодаря ремиксу 2019 года на свою песню 2016 года «Roses». Ремикс, спродюсированный казахстанским диджеем Imanbek, попал в топ-5 американского Billboard Hot 100 и возглавил чарты Австралии, Канады, Нидерландов, Ирландии, Новой Зеландии и Соединенного Королевства. Песня стала ведущим синглом с третьего студийного альбома SAINt JHN, «While the World Was Burning», выпущенного 20 ноября 2020 года. До этого он выпустил свой дебютный альбом «Collection One» в 2018 году, за которым последовал альбом «Ghetto Lenny’s Love Songs», выпущенный в 2019 году.
Он написал песни для Канье Уэста, Jidenna, Ашера, Hoodie Allen и Kiesza, среди прочих. Он является одним из основателей музыкального коллектива Gødd Complexx.

## Ранняя жизнь
Филлипс родился в Бруклине, штат Нью-Йорк, и вырос в Джорджтауне, Гайана. Повзрослев, он делил свое время с трехлетними интервалами между Гайаной и восточным нью-йоркским районом Бруклин. Он начал писать музыку, когда ему было двенадцать лет, и его вдохновлял его старший брат, который читал рэп по соседству с друзьями. Он написал свою первую песню в первый год учебы в средней школе, когда жил в Гайане.

## Карьера
До того, как Карлос взял сценический псевдоним SAINT JHN, он выступал и писал, используя свое имя при рождении, Carlos Saint John. В 2010 году он выпустил EP «The St. John Portfolio» и микстейп «In Association» под своим именем. Вскоре после этого музыкальный руководитель Зак Кац доставил его самолетом в Лос-Анджелес, штат Калифорния. В течение двух месяцев он писал песни для Рианны, но ни одна из его записей не была принята. Вернувшись домой, SAINT JHN стал соавтором песни Hoodie Allen «No Interruption». В последующие годы SAINT JHN писал песни для Kiesza, Gorgon City, Nico & Vinz и других. В 2016 году он получил признание как автор песен Ашера «Crash» и «Rivals», обе из которых вошли в альбом «Hard II Love». Также в 2016 году он выпустил свою первую песню под псевдонимом SAINT JHN под названием «1999». Вслед за этим он выпустил еще две песни в 2016 году, «Roses» и «Reflex». В октябре 2016 года было объявлено, что SAINT JHN выступит на разогреве у Post Malone во время серии концертов на Западном побережье.
В феврале 2017 года был выпущен альбом Jidenna «The Chief» с песней «Helicopters / Beware», которую SAINT JHN написал в соавторстве. В следующем месяце SAINt JHN выпустили еще один оригинальный трек, «3 Below». В октябре того же года он сыграл на двух фестивалях, Rolling Loud и the Voodoo Experience. Он также выпустил еще одну новую песню «Hermes Freestyle». В феврале 2018 года SAINT JHN выпустил «I Heard You Got Too Litt Last Night». В начале марта он выпустил песню «Albino Blue», а 30 марта 2018 года вышел его дебютный альбом. На тот момент общее количество просмотров уже выпущенных песен с альбома составило 50 миллионов на различных платформах. Помимо работы над музыкой и тура в поддержку «Collection One», SAINt JHN был нанят Gucci в качестве модели для своей кампании «Guilty» вместе с Адесувой Айгеви. В апреле 2020 года сингл SAINt JHN «Roses» занял первое место в чартах ARIA, а также в UK Singles Chart, чему способствовал выпуск ремикса Imanbek. Позже на песню было выпущено два других ремикса, с Future и J Balvin, соответственно.
В начале октября 2020 года SAINt JHN был в числе артистов, которые выступили вживую на церемонии вручения премии Billboard Music Awards 2020 после успеха «Roses». 23 октября 2020 года он выпустил клип на сингл «Gorgeous», который служит ведущим синглом для его третьего студийного альбома «While the World Was Burning». 26 октября он обнародовал обложку альбома, трек-лист и дату выхода — 20 ноября 2020 года. В альбом вошли песни «High School Reunio, Prom» с участием Lil Uzi Vert, «Monica Lewinsky, Election Year» с участием DaBaby и A Boogie wit da Hoodie, а также «Pray 4 Me» с участием Канье Уэста.
В декабре 2022 года SAINt JHN и London on Da Track выпустили «Stadiums» в качестве первого сингла для своего предстоящего совместного альбома.

## Дискография

### Студийные альбомы
| Название                    | Детали                                                                                        | Высшая позиция в чартах | Высшая позиция в чартах |
| Название                    | Детали                                                                                        | US                      | CAN                     |
| --------------------------- | --------------------------------------------------------------------------------------------- | ----------------------- | ----------------------- |
| Collection One              | - Выпущен: 30 марта 2018 - Лейбл: Independent - Формат: Цифровая загрузка                     | 50                      | 7                       |
| Ghetto Lenny’s Love Songs   | - Выпущен: 23 августа 2019 - Лейбл: Godd Complexx, HITCO - Формат: Цифровая загрузка          | 39                      | 41                      |
| While the World Was Burning | - Выпущен: 20 ноября 2020 - Лейбл: Godd Complexx, HITCO - Формат: Цифровая загрузка, стриминг | 34                      | 24                      |

### Мини-альбомы
| Название                                     | Детали                                                                   |
| -------------------------------------------- | ------------------------------------------------------------------------ |
| The St. John Portfolio (как Carlos St. John) | - Выпущен: 8 марта 2010 - Лейбл: Independent - Формат: Цифровая загрузка |

### Микстейпы
| Название                             | Детали                                                                      |
| ------------------------------------ | --------------------------------------------------------------------------- |
| In Association (как Carlos St. John) | - Выпущен: 25 декабря 2010 - Лейбл: Independent - Формат: Цифровая загрузка |

### Синглы

#### В качестве ведущего исполнителя
| Название                                                                                 | Год  | Высшая позиция в чартах | Высшая позиция в чартах | Высшая позиция в чартах | Высшая позиция в чартах | Высшая позиция в чартах | Высшая позиция в чартах | Высшая позиция в чартах | Высшая позиция в чартах | Высшая позиция в чартах | Высшая позиция в чартах | Сертификация | Альбом                      |
| Название                                                                                 | Год  | US                      | AUS                     | BEL (FL)                | CAN                     | DEN                     | FRA                     | GER                     | NLD                     | NZ                      | UK                      | Сертификация | Альбом                      |
| ---------------------------------------------------------------------------------------- | ---- | ----------------------- | ----------------------- | ----------------------- | ----------------------- | ----------------------- | ----------------------- | ----------------------- | ----------------------- | ----------------------- | ----------------------- | --- | --------------------------- |
| «1999»                                                                                   | 2016 | —                       | —                       | —                       | —                       | —                       | —                       | —                       | —                       | —                       | —                       | | Внеальбомный сингл          |
| «Some Nights»                                                                            | 2017 | —                       | —                       | —                       | —                       | —                       | —                       | —                       | —                       | —                       | —                       | | Collection One              |
| «N***a Sh*t (Swoosh)»                                                                    | 2018 | —                       | —                       | —                       | —                       | —                       | —                       | —                       | —                       | —                       | —                       | | Collection One              |
| «McDonalds Rich»                                                                         | 2018 | —                       | —                       | —                       | —                       | —                       | —                       | —                       | —                       | —                       | —                       | | Внеальбомные синглы         |
| «White Parents Are Gonna Hate This»                                                      | 2018 | —                       | —                       | —                       | —                       | —                       | —                       | —                       | —                       | —                       | —                       | | Внеальбомные синглы         |
| «Trap» (при участии Lil Baby)                                                            | 2019 | —                       | —                       | —                       | —                       | —                       | —                       | —                       | —                       | —                       | —                       | - RIAA: золотой | Ghetto Lenny’s Love Songs   |
| «Brown Skin Girl» (совместно с Бейонсе и Wizkid при участии Blue Ivy Carter)             | 2019 | 76                      | —                       | —                       | 60                      | —                       | —                       | —                       | 82                      | —                       | 42                      | | The Lion King: The Gift     |
| «Anything Can Happen» (при участии Meek Mill)                                            | 2019 | —                       | —                       | —                       | —                       | —                       | —                       | —                       | —                       | —                       | —                       | | Ghetto Lenny’s Love Songs   |
| «Roses» (оригинал или ремикс Imanbek)                                                    | 2019 | 4                       | 1                       | 3                       | 1                       | 3                       | 2                       | 3                       | 1                       | 1                       | 1                       | - RIAA: платиновый - ARIA: 4 × платиновый - BEA: 2 × платиновый - BPI: 2 × платиновый - BVMI: платиновый - IFPI DEN: платиновый - RMNZ: 2 × платиновый - SNEP: бриллиантовый | Collection One              |
| «I Can Fvcking Tell»                                                                     | 2020 | —                       | —                       | —                       | —                       | —                       | —                       | —                       | —                       | —                       | —                       | | Ghetto Lenny’s Love Songs   |
| «Famous» (совместно с Octavian и Gunna)                                                  | —    | —                       | —                       | —                       | —                       | —                       | —                       | —                       | —                       | —                       | —                       | | Внеальбомный сингл          |
| «Gorgeous»                                                                               | —    | —                       | —                       | —                       | —                       | —                       | —                       | —                       | —                       | —                       | —                       | | While the World Was Burning |
| «Sucks to Be You»                                                                        | —    | —                       | —                       | —                       | —                       | —                       | —                       | —                       | —                       | —                       | —                       | | While the World Was Burning |
| «—» обозначает запись, которая не попала в чарт или не была выпущена на этой территории. |      |                         |                         |                         |                         |                         |                         |                         |                         |                         |                         | |                             |

#### В качестве приглашённого исполнителя
| Название                                                                       | Год  | Альбом              |
| ------------------------------------------------------------------------------ | ---- | ------------------- |
| «Beretta Lake» (Teflon Sega при участии Saint Jhn)                             | 2016 | Внеальбомные синглы |
| «Been Thru This Before» (Marshmello и Southside при участии Giggs и Saint Jhn) | 2020 | Внеальбомные синглы |

### Продюсерская дискография
| Название песни         | Год  | Ведущие исполнители | Альбом           | Роль              |
| ---------------------- | ---- | ------------------- | ---------------- | ----------------- |
| «No Interruption»      | 2012 | Hoodie Allen        | All American     | Соавтор           |
| «Bad Thing»            | 2014 | Кайза               | Sound of a Woman | Соавтор           |
| «The Love»             | 2014 | Кайза               | Sound of a Woman | Соавтор           |
| «Piano»                | 2014 | Кайза               | Sound of a Woman | Соавтор           |
| «Praying to a God»     | 2015 | Nico & Vinz         | Cornerstone      | Соавтор           |
| «Doubts»               | 2016 | Gorgon City         | Kingdom          | Соавтор           |
| «Crash»                | 2016 | Ашер                | Hard II Love     | Соавтор, продюсер |
| «Rivals»               | 2016 | Ашер                | Hard II Love     | Соавтор, продюсер |
| «Helicopters / Beware» | 2017 | Jidenna             | The Chief        | Соавтор           |
| «Can’t Wait»           | 2017 | dvsn                | Morning After    | Соавтор           |

### Комментарии
1. ↑  «Brown Skin Girl» не вошёл в чарт NZ Top 40 Singles, но достиг высшей позиции под номером шесть в чарте NZ Hot Singles[22].